# Dehistan
Dehistan/Mashhad-i Misrian (in turkmeno Dehistan), oggi compresa nella provincia di Balkan nel Turkmenistan occidentale, era un'antica città che assunse una grande importanza strategica ed economica tra il X e il XIV secolo d.C. Poi abbandonata, sorgeva su un'importante rotta commerciale che attraversava la Grande Persia.